# Margarethe Traube-Mengarini
Margarethe Traube-Mengarini (ur. 6 czerwca 1856 w Berlinie, zm. 11 grudnia 1912 w Anzio) – niemiecko-włoska fizjolożka.

## Życiorys
Jej ojcem był berliński lekarz Ludwig Traube. Od 1878 studiowała fizjologię na Uniwersytecie w Rzymie u Moleschotta. Następnie wyjechała z powrotem do Berlina i pracowała w Instytucie Fizjologicznym Emila du Bois-Reymonda. W 1884 wyjechała do Włoch.
Była zamężna dwa razy. Pierwsze małżeństwo trwało niecały rok, gdyż jej mąż Franz Boll zmarł w wieku 30 lat. Drugim mężem był profesor Guglielmo Mengarini (1856–1927). Z tego małżeństwa urodziło się troje dzieci.
Prace Margarethe Traube-Mengarini dotyczyły najpierw fizjologii ryb, później zajmowała się głównie badaniami błon biologicznych. Współpracowała z Albertem Scalą. Była również orędowniczką równego prawa do edukacji kobiet i mężczyzn.

## W kulturze
W 2012 roku ukazała się biografia Mengarini.

## Wybrane prace
- Experimentelle Beiträge zur Physiologie des Fischgehirns. „Archiv für Physiologie”, s. 553-565, 1884.
- Ueber die Gase in der Schwimmblase der Fische. „Archiv für Physiologie”, s. 54-63, 1889.
- Ueber die Permeabilität der Haut. „Arch f Anat u Physiol”, 1892.brak numeru strony
- Traube-Mengarini M, Scala A. Versuche über kolloide Auflösung von Edelmetallen durch kochendes destilliertes Wasser. „Zeitschrift für Chemie und Industrie der Kolloide”. 6 (2), s. 65-69, 1910. DOI: 10.1007/BF01465748.
- Traube-Mengarini M, Scala A. Die Wirkung des destillierten Wassers auf Metalle. „Zeitschrift für Chemie und Industrie der Kolloide”. 6 (5), s. 240-250, 1910. DOI: 10.1007/BF01465039.
- Traube-Mengarini M, Scala A. Die Wirkung des reinen und des elektrolythaltigen destillierten Wassers auf Metalle. „Zeitschrift für Chemie und Industrie der Kolloide”. 10 (3), s. 113-119, 1912. DOI: 10.1007/BF01466358.